# Anonimowi Depresanci
Anonimowi Depresanci – dobrowolne samopomocowe grupy osób cierpiących na depresję oparte na programie 12 kroków.